# Malus
Malus este un gen al subfamiliei Maloideae din familia Rosaceae, ce conține  aproximativ 35 specii de arbori și arbuști, ale căror fructe au formă sferică. Speciile acestui gen sunt răspândite în special în  Eurasia, America de Nord și Australia (fiind dus acolo din Europa).
Speciile din Asia de Est au fructe de mărimea unei cireșe, ca de exemplu mărul japonez (Malus floribunda); altele, ca Malus baccata și Malus sieboldii var. zumi, sunt cultivate numai ca plante ornamentale. Acestea nu trebuie confundate cu specia  Punica granatum (rodie).

## Descriere
Arborii și arbuștii din acest gen sunt de mărime mică și medie, nedepășind 12 – 14 m înălțime. Sunt arbori cu frunza căzătoare.  Polenizarea este încrucișată. Pot rezista temperaturilor foarte joase. Florile sunt albe, cu 5 petale, simetrice, cu un diametru  de 3 cm. Fructele sunt sferice, cu o marime variabilă.